# Fully
Fully (antiguamente en alemán Füllien) es una comuna suiza del cantón del Valais, situada en el distrito de Martigny. Limita al norte con las comunas de Bex (VD), Leytron y Saillon, al este con Saillon y Saxon, al sureste con Charrat, al sur con Martigny, y al oeste con Dorénaz y Collonges.

## Historia
Fully se menciona por primera vez en el siglo XI como Fuliacum.

## Geografía
Fully tiene un área de 37,8 kilómetros cuadrados. De esta superficie, el 30,5% se utiliza para fines agrícolas, mientras que el 27,7% está cubierta de bosques y áreas verdes, mientras que en el 5,7% se encuentran hogares, edificaciones y caminos y el 36,2% restante son tierras improductivas sin uso. La comuna se encuentra a la orilla derecha del río Ródano y es conocida por sus vinos. Fully es solo el nombre administrativo de un grupo de varios pueblos: Vers-l'Eglise, Branson, Châtaignier y Randonnaz junto con un número de aldeas.

## Demografía
Fully tiene una población de 7974 personas (diciembre de 2012). En 2008, el 18,4% de la población son extranjeros residentes. En los años 2000 al 2010 la población ha cambiado a un ritmo del 28,8%, cambiando a una tasa del 21,5% debido a la migración del 5,3%, debido a los nacimientos y las muertes.
En el año 2000 el 91,9% de la población correspondiente a 5.134 personas habla francés como su primer idioma, portugués con el 3,5% correspondiente a 195 personas es el segundo más común y el albanés es el tercero con 82 hablantes, que corresponden al 1,5%. Hay 52 personas que hablan alemán, 47 personas que hablan italiano y 4 personas que hablan el romanche.
En 2008, la distribución por sexo fue de 49,3% hombres y 50,7% de mujeres. La población estaba compuesta por 2.909 hombres (39,3%) con nacionalidad suiza y 741 (10,0%) hombres no suizos. Había 3.145 mujeres suizos (42,4%) y 616 (8,3%) de mujeres no suizas. De la población en el municipio 3.207 personas (57,4%) nacieron en Fully y vivían allí en el año 2000. Había 1.043 (18,7%) que han nacido en el mismo cantón, mientras 412 (7,4%) nacieron en otro lugar en Suiza, y 798 (14.3%) nacieron fuera de Suiza.
La distribución por edades de la población (año 2000) son los niños y adolescentes de 0 a 19 años que constituyen el 29,7% de la población, mientras que los adultos de 20 a 64 años representan el 56,5% y la tercera edad (mayores de 64 años) constituyen el 13,8%. En el año 2000, había 2.372 personas que eran solteras, 2.716 personas casadas, 342 viudas o viudos y 157 personas que se divorcian.
En el año 2000, había 2.093 viviendas con un promedio de 2,6 personas por hogar. Había 610 casas que están habitadas por una persona y 262 casas con cinco o más personas. En 2000, un total de 1.979 apartamentos (80,1% del total) permanentemente se ocupaba, mientras 384 apartamentos (15,5%) fueron ocupados por temporadas y 107 apartamentos (4,3%) estaban vacíos, en 2009, la tasa de construcción de nuevas unidades de vivienda fue de 12.8 unidades nuevas por cada 1000 habitantes. La tasa de desocupación para la comuna en 2010, fue de 0,73%.
La población histórica se presenta en el cuadro siguiente:

## Economía
A partir de 2010 , tenía completamente una tasa de desempleo del 5,9%. A partir de 2008 , había 741 personas empleadas en el sector económico principal y cerca de 200 empresas que participan en este sector. 366 personas estaban empleadas en el sector secundario y había 54 negocios en este sector. 812 personas estaban empleadas en el sector terciario , con 150 negocios en este sector. Había 2.695 residentes de la municipalidad que se emplearon en un poco de capacidad, de los cuales el 42.2% de la fuerza laboral corresponde a mujeres.
En 2008 el número total de puestos de trabajo a tiempo completo fue de 1.400 cargos. El número de empleos en el sector primario fue de 431, de los cuales 427 estaban en la agricultura y 4 estaban en la silvicultura o producción de madera. El número de empleos en el sector secundario era 341 de los cuales 53 personas (15,5%) trabajaban en fábricas y 288 (84,5%) se encontraban en construcción. El número de empleos en el sector terciario fue de 628, 232 (36,9%) personas trabajaban en ventas al por mayor o al por menor, reparación de vehículos a motor, 37 (5,9%) trabajaban en movimiento y almacenaje de mercancías, 73 personas (11,6%) trabajaban en un hotel o restaurante, 5 personas (0,8%) en medios de comunicación, 24 personas (3,8%) en la industria de seguros o financiera, 49 (7,8%) son profesionales técnicos o científicos, 42 (6,7%) trabajaban en educación y 89 personas (14,2%) trabajaban en el cuidado de la salud.
En 2000, había 279 trabajadores que viajaban a diario al municipio y 1.548 trabajadores que viajaban a diario, lejos de la comuna. El municipio es un exportador neto de los trabajadores, con cerca de 5,5 trabajadores que abandonan el municipio por cada uno que entra. De la población activa, el 9,5% utiliza el transporte público para ir al trabajo, y el 71,4% usó un automóvil privado.

## Educación
En Fully, cerca de 1628 (29,1%) de la población han completado la enseñanza secundaria no obligatoria, y 492 (8,8%) han completado la enseñanza superior adicional (Universidad o Fachhochschule). De los 492 quien completó la educación terciaria, el 58,3% eran hombres suizos, el 31.5% eran mujeres suizas, el 5,9% era hombres no suizos y el 4,3% eran mujeres no suizas, en el año 2000, hubo 8 estudiantes en Fully que vinieron de otro lugar, mientras que 470 residentes asistieron a escuelas fuera de la comuna.